# Elephants Dream
Elephants Dream ("Somni elefantàstic") és el primer curt animat de la història generat per ordinador i realitzat mitjançant programari lliure.
La producció va començar el setembre del 2005, i va ser finançada i desenvolupada per l'estudi Orange amb un equip internacional de set artistes i animadors. Originalment coneguda pel nom de Machina, va ser reanomenada per Elephants Dream per reflectir l'element central de l'argument.
Les veus dels personatges principals seran aportades pels actors Tygo Gernandt i Cas Jansen, figures de primer nivell a l'escenari artístic holandès.
La pel·lícula va ser anunciada el maig del 2005 per Ton Roosendaal, president de Blender Foundation i desenvolupador principal de Blender; una suite integral de modelatge, animació, i renderizat 3D. Blender és la peça de programari primària usada en la creació de la pel·lícula. Poc després de l'esmentat anunci, la Fundació Blender va començar a vendre enviaments del llançament en DVD, que seria sis mesos més tard. Com a part de l'estratègia de finançament, es va dir que tot aquell que encarregués un DVD abans de l'1 de setembre tindria el seu nom esmentat en els crèdits finals del curt i a més, hauria ajudat a la creació de la pel·lícula i desenvolupament de Blender.
A més de l'aspecte artístic, el propòsit del projecte és exhibir les capacitats del programari de font obert i avaluar-lo com una eina per a l'organització i la producció de contingut de qualitat per a pel·lícules professionals.
Durant el desenvolupament d'Elephant's Dream i a fi d'augmentar la qualitat del resultat, van ser implementades nombroses capacitats noves, com un sistema d'animació avançat renderització per passades, millores al motor de simulació de particules, un nou esquema de materials i postprocessament nodal que permet complexos efectes, com la simulació de cabell, pell fusió de fotogrames, aplicació de filtres no lineals, etc.
El contingut de la pel·lícula es va llançar sota la llicència Creative Commons, de manera que els espectadors puguin aprendre de les tècniques emprades i fer un fork si volen. El DVD conté tots els arxius de producció a més de la pel·lícula final.
La premier del film va ser el 24 de març del 2006 a Amsterdam a l'anomenada Blender Pary. Serà posteriorment projectada en diversos festivals internacionals de cinematografia, inclòs Cannes.

## Argument
És una petita història de dos personatges: Emo i Proog, dues persones que comparteixen un món surrealista o fantàstic en el qual són immersos i que varia segons van modelant els seus propis pensaments. Proog, que comprèn el que està succeint, està fascinat per aquest i els seus misteris, tanmateix Emo passa del desconeixement a cansar-se del que l'envolta.
Això acabarà enfrontant-los entre la realitat que desitja Proog: una espècie de món estrany industrial de criatures mecàniques i Emo amb una visió totalment diferent, més viva. Finalment, Emo "crea" un tità per matar Proog fins que aquest, horroritzat, li dona un cop sec i el mata.

## Repartiment

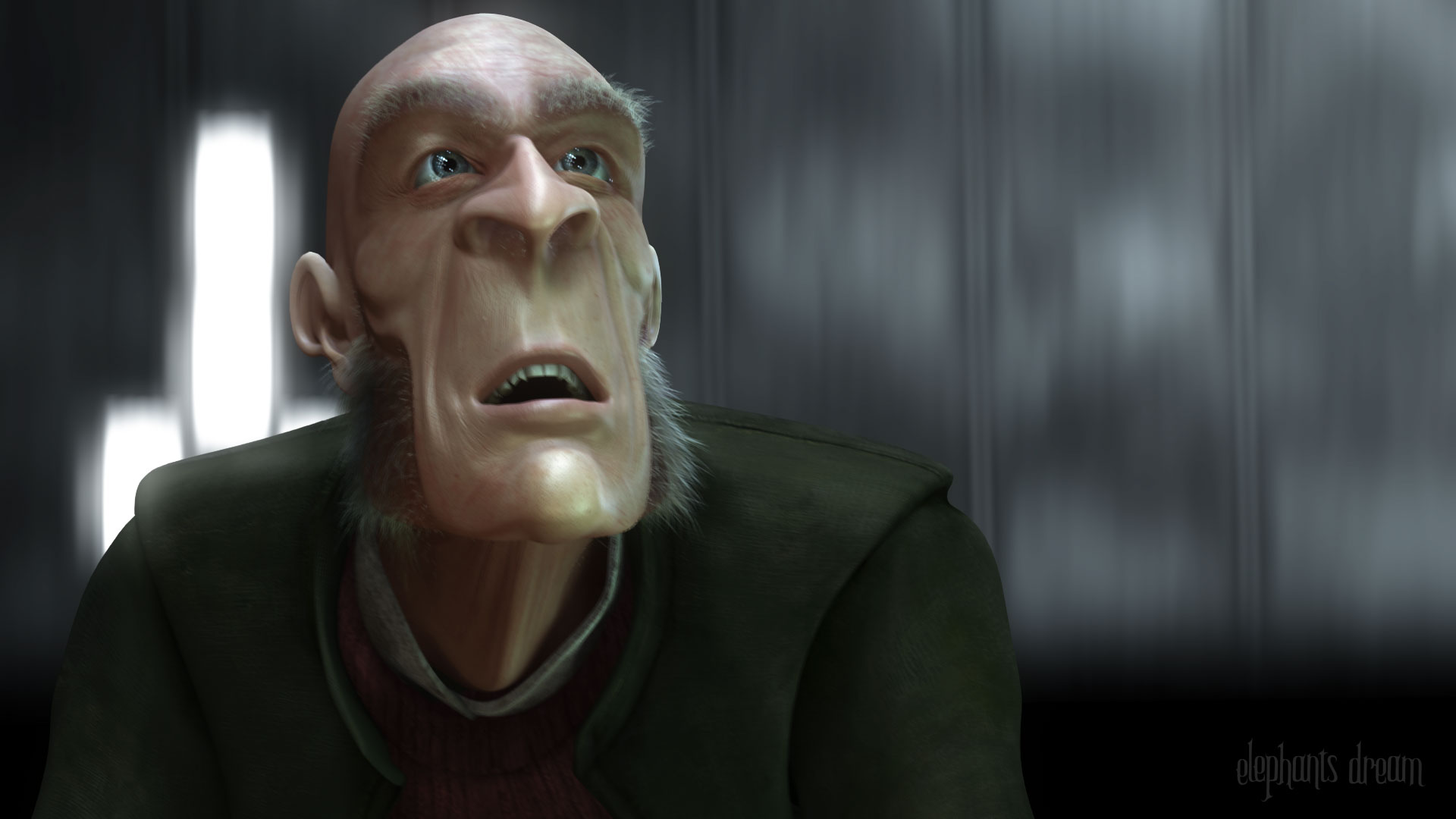
Proog, personatge d'Elephants Dream.

- Tygo Gernandt - Proog
- Cas Jansen - Emo

## Equip
- Ton Roosendaal - Productor cinematogràfic
- Bassam Kurdali – Director d'animació
- Andy Goralczyk – Director d'art
- Matt Ebb - Artista
- Bastian Salmela - Artista
- Lee J Cocks - Artista
- Toni Alatalo - Director tècnic
- Jan Morgenstern - Compositor

## Programarii eines usades
- Blender
- CinePaint
- DrQueue
- GIMP
- GNOME
- Inkscape
- KDE
- OpenEXR
- Python
- Seashore
- Subversion
- Reaktor (Propietari)
- Twisted
- Ubuntu Linux
- Verse

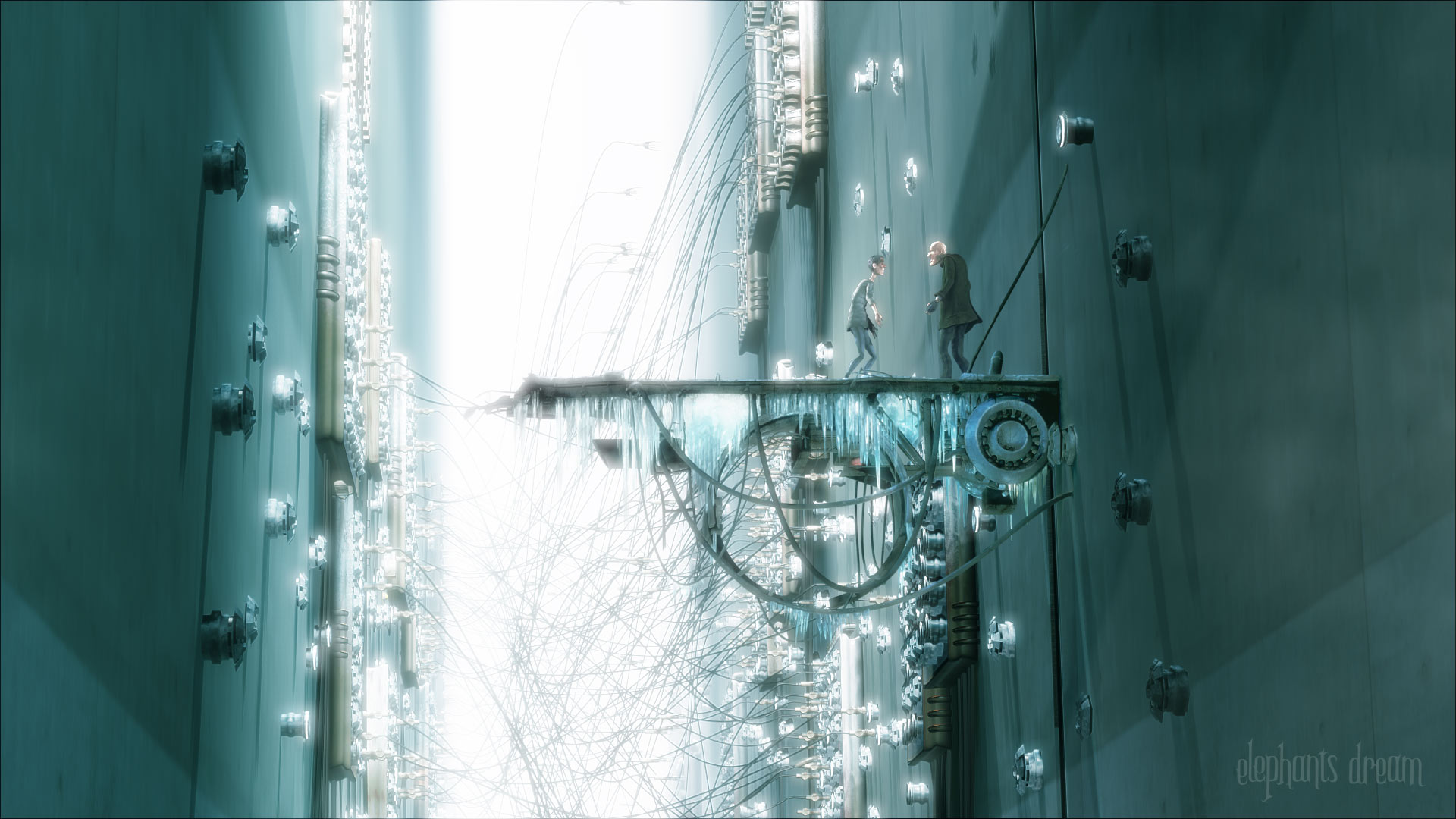
Una imatge del film.

Blender era el programa principal utilitzat en la creació de la pel·lícula. L'altre programari s'utilitzava per a pre/post-produccions i gestió dels arxius. Ubuntu era la distribució de Linux utilitzada. El KDE i GNOME eren els ambients de taula de treball utilitzats.